# ساناسار هوهانیسیان
ساناسار هوهانیسیان (ارمنی: Սանասար Հովհաննիսյան، زاده ۵ فوریه ۱۹۶۰ در مسکو) کشتی‌گیر در رشته کشتی آزاد اهل ارمنستان است. عنوان افتخاری استاد ورزشی شوروی در سال ۱۹۸۰ میلادی به وی اعطا شد. از انستیتو ساختمانی و مهندسی مسکو فارغ‌التحصیل شد. در سن ۲۰ سالگی به عضویت تیم المپیک شوروی برگزیده شد تا در بازی‌های المپیک تابستانی ۱۹۸۰ رقابت کند. وی در این مسابقات برنده مدال شد. هوهانیسیان نخستین کشتی‌گیر ارمنی در رشته آزاد و دومین کشتی‌گیر ارمنی در رشته کشتی است که قهرمان المپیک شده‌است.